# IC 5380
IC 5380 је спирална галаксија у сазвјежђу Тукан која се налази на листи објеката дубоког неба у Индекс каталогу.
Деклинација објекта је - 66° 11' 12" а ректасцензија 0h 2m 49,5s. Привидна величина (магнитуда) објекта IC 5380 износи 14,7 а фотографска магнитуда 15,5. IC 5380 је још познат и под ознакама ESO 78-11, PGC 188.